# 黎曰海
黎曰海（1958年11月12日—），越南商人。和平建设集团总裁。

## 生平
黎曰海于1958年11月12日出生在越南承天顺化省香茶县富春村的一个并不富裕的知识分子家庭。9岁时随家人迁往西贡。1985毕业于胡志明市建筑大学。1987年，成立和平建设公司。